# Falcileptoneta striata
Espèce
Synonymes
- Leptoneta striatus Oi, 1952
- Leptoneta striata Oi, 1952

Falcileptoneta striata est une espèce d'araignées aranéomorphes de la famille des Leptonetidae.

## Distribution
Cette espèce est endémique du Japon.

## Liste des sous-espèces
Selon World Spider Catalog (version 14.5, 2014) :
- Falcileptoneta striata fujisana Yaginuma, 1972
- Falcileptoneta striata striata (Oi, 1952)

## Publications originales
- Oi, 1952 : A new spider of the genus Leptoneta. Arachnology News, vol. 1, p. 10-12.
- Yaginuma, 1972 : The fauna of the lava caves around Mt. Fuji-san IX. Araneae (Arachnida). Bulletin of the National Museum of Nature and Science, Tokyo, vol. 15, p. 267-334.